# Gittermodell
Gittermodelle sind im Allgemeinen mathematische Modelle, bei denen die Freiheitsgrade des Systems den Elementen eines Gitters, d. h. einer abzählbaren Menge von Punkten, zugeordnet sind. Das unterscheidet sie von Kontinuumsmodellen, bei denen jedem Wert eines Intervalls Freiheitsgrade zugeordnet sind. Typische Beispiele sind die Beschreibung der Magnetisierung eines Festkörpers durch an den als fix und periodisch angenommenen Orten der Atomkerne lokalisierte Spins (z. B. Ising-Modell) oder der Bewegung der Leitungselektronen durch das Springen zwischen an den Orten der Atomkerne lokalisierten Orbitalen (Hubbard-Modell). Das Modell dient zur näherungsweisen Beschreibung des physikalischen Systems.
Gittermodelle kommen beispielsweise zum Einsatz, wenn Wechselwirkungen zwischen Körpern beschrieben werden, deren räumliche Freiheitsgrade derart eingeschränkt sind, dass sie sich nur an den Gitterpunkten aufhalten können, bzw. dass die darüber hinaus verbleibende Variabilität nicht zu relevanten Änderungen des zu simulierenden Systems führt.
Die Darstellung als Gittermodell kann zu einer erheblichen Vereinfachung der notwendigen Berechnungen führen.

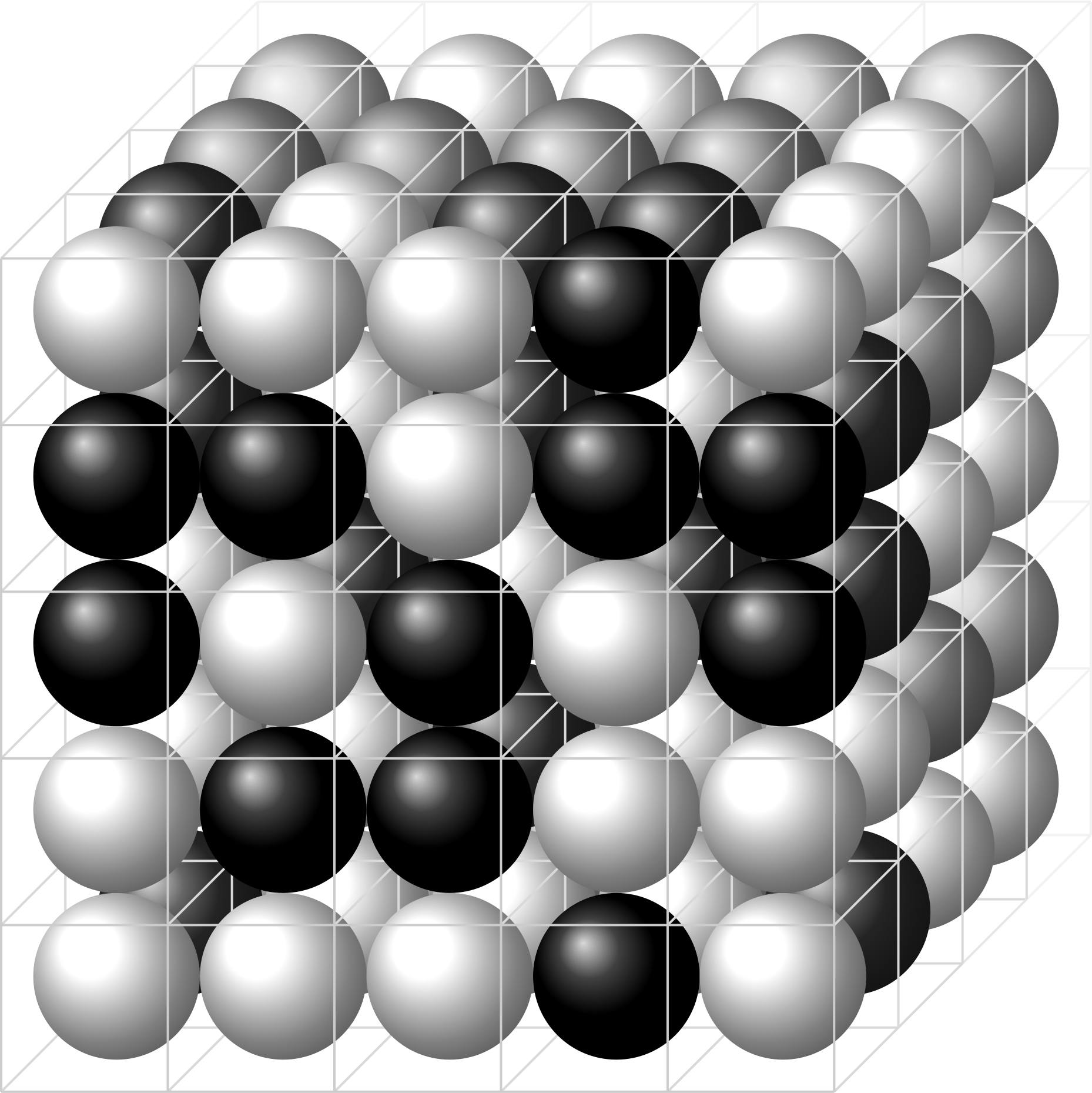
Ein dreidimensionales Gitter, dessen Gitterplätze mit Kugeln der Sorte A oder B besetzt sind. Solch eine Situation liegt beispielsweise im Flory-Huggins-Modell vor.

## Beispiel
Zur Berechnung der Bandstruktur eines kristallinen Festkörpers ist es notwendig, die Schrödingergleichung für den Grundzustand zu lösen. Dies ist näherungsweise unter Ausnutzung des Hohenberg-Kohn-Theorems mit Hilfe der Dichtefunktionaltheorie möglich. Dabei wird die Wellenfunktion jeweils eines 1-Elektronenzustands {\displaystyle \varphi _{j}({\vec {r}})} mit der Energie {\displaystyle \epsilon _{j}} in Abhängigkeit von einem effektiven Potential {\displaystyle v_{\mathrm {eff} }({\vec {r}})} durch die folgende Differentialgleichung dargestellt:
{\displaystyle \left(-{\frac {1}{2}}\nabla ^{2}+v_{\mathrm {eff} }({\vec {r}})-\epsilon _{j}\right)\varphi _{j}({\vec {r}})=0}
Diese Gleichung enthält die ortsabhängigen Größen {\displaystyle \varphi _{j}({\vec {r}})} und {\displaystyle v_{\mathrm {eff} }({\vec {r}})}. Zur Modellierung der gesamten Bandstruktur muss sie für alle Elektronenzustände gelöst werden. Dies erfordert ein iteratives Vorgehen, da {\displaystyle v_{\mathrm {eff} }({\vec {r}})} ein Funktional der Spin- bzw. Ladungsdichte ist, welche sich wiederum aus den 1-Elektronenzuständen {\displaystyle \varphi _{j}({\vec {r}})} und deren Besetzungswarscheinlichkeit, meist gemäß der Fermi-Verteilung, ergibt.
Zur Betrachtung der elektronischen Struktur desselben Festkörpers in einem Gittermodell nutzt man, bspw. der Tight-Binding-Methode folgend, eine nicht exakt bestimmte Basis aus Zuständen {\displaystyle \left|\Psi _{i}\right\rangle }, die um die Gitterpositionen der Atomrümpfe lokalisiert sind und formuliert den Hamilton-Operator {\displaystyle {\mathcal {H}}} als Menge von Parametern {\displaystyle p_{i,j}}, die die Wechselwirkung zwischen den Basiszuständen {\displaystyle i} und {\displaystyle j} beschreiben:
{\displaystyle {\mathcal {H}}:(M\subset \mathbb {N} )^{2}\mapsto \mathbb {R} ,(i,j)\mapsto p_{i,j}}.
Bei dieser Betrachtung gibt es keine unmittelbar ortsabhängigen Parameter, die {\displaystyle p_{i,j}} sind bei genauer Betrachtung allerdings von den Basiszuständen {\displaystyle \Psi _{i}({\vec {r}})} und der ortsabhängigen Elektronendichte abhängig. Für bestimmte Betrachtungen im Rahmen der Störungsrechnung, wie bspw. die Berechnung von Phononenenergien, die Beurteilung des Einflusses von Dotierungen oder Störstellen ist das Gittermodell hinreichend genau.
Durch weitere Vereinfachung des Gittermodells auf die relevanten Parameter oder Basiszustände und analytische Untersuchungen bzgl. der Parameter lassen sich dann bestimmte Eigenschaften unabhängig vom genauen Material untersuchen.

## Weitere Gittermodelle
- Zelluläre Automaten
- Lattice-Boltzmann-Methode
- Flory-Huggins-Modell
- Isingmodell
- Potts-Modell
- Gittereichtheorien
- Hubbard-Modell